# 이병완
이병완(李炳浣, 1954년 11월 11일 전라남도 장성군 ~ )은 대한민국의 언론인 출신 정치인이다. 한국여자농구연맹의 총재이며, 당적은 더불어민주당이다.

## 생애
본관은 광산이며, 전라남도 장성군에서 이영휴(李永休)와 이돈의(李敦義)의 아들로 태어났다. 김대중 대통령 비서관과 노무현 대통령 비서실장을 지냈다. 국민참여당 창당준비위원장을 역임했으며 2010년 6월 2일 지방선거에서 국민참여당 광주 서구 기초의원 다선거구(화정 3·4동, 풍암동) 후보로 출마하여 당선됐다. 사람사는세상 노무현재단 3대 이사장직을 지냈다.

## 학력
- 1967년 월평초등학교 졸업
- 1970년 광주동중학교 졸업
- 1973년 광주고등학교 졸업
- 1981년 고려대학교 신문방송학 학사

## 경력
- 1982년 : KBS 정책기획실, KBS 보도본부
- 1994년 : 서울경제신문 편집국 정경부 차장
- 1995년 : 서울경제신문 편집국 정경부장
- 1998년 1월 ~ 1998년 5월 : 한국일보 경제부장 및 논설위원
- 1998년 5월 ~ 1999년 3월 : 예금보험공사 이사
- 1999년 3월 ~ 2000년 7월 : 김대중 대통령 국정홍보조사비서관 및 국내언론비서관
- 2000년 ~ 2002년 7월 : 새천년민주당 국가전략연구소 부소장과 정책위원회 상임부의장
- 2002년 12월 ~ 2003년 2월 : 16대 대통령직인수위원회 기획조정분과위 간사위원
- 2003년 1월 ~ 2003년 2월 : 노무현 대통령 취임식 실행준비위원
- 2003년 2월 ~ 2003년 8월 : 노무현 대통령 비서실 기획조정비서관, 정무기획비서관 겸 정무팀장, 홍보수석비서관(차관급)
- 2005년 2월 : 노무현 대통령 홍보문화특보
- 2005년 8월 ~ 2007년 3월 : 제28대 노무현 대통령 비서실장(장관급)
- 2007년 : 열린우리당 특임위원
- 2007년 3월 : 노무현 대통령 정무특별보좌관
- 2007년 : 참여정부평가포럼 대표
- 2009년 : 국민참여당 창당준비위원장
- 2010년 : 국민참여당 광주광역시장 예비후보
- 2010년 : 국민참여당 중앙선거대책위원회 위원장
- 2010년 : 국민참여당 상임고문
- 2010년 : 한양대학교 언론정보대학원 초빙교수, 동신대학교 객원교수
- 2010년 : 국민참여당 참여정책연구원 이사장
- 2010년 7월 ~ 2014년 4월 : 광주 서구 다선거구(화정 3·4동, 풍암동) 기초의원
- 2012년 ~ 2014년 : 사람사는세상 노무현재단 3대 이사장
- 2018년 7월 ~ : 제8대 한국여자농구연맹 총재

## 저서
- 《박정희의 나라, 김대중의 나라 그리고 노무현의 나라》

## 역대 선거 결과
|  | 27.63% |

|  | 2.56% |